# Michel Terrasse
Michel Terrasse, né le 22 octobre 1928 à Villemomble, et mort le 14 avril 2002 dans le 14e arrondissement de Paris, est un peintre et décorateur français. Il est l'un des fondateurs du musée Bonnard, au Cannet.

## Biographie

### Famille
Michel Terrasse naît le 22 octobre 1928 à Villemomble (Seine-et-Oise), de l'union de Charles Terrasse, historien de l'art français, et de Madeleine Umbdenstock. Il est le petit-fils de Claude Terrasse, compositeur de musique, et le petit-neveu du peintre Pierre Bonnard.

### Carrière professionnelle
Peintre précoce, il présente sa première exposition à l'âge de 15 ans. Sa passion pour le cirque et la danse le pousse à fréquenter, à partir de 18 ans, La Sylvaine, une école de danse classique située à Fontainebleau, où il exerce comme dessinateur et peintre. La même année, il illustre Le Grand Meaulnes, d'Alain-Fournier.
À 20 ans, il se voit confier la seule édition illustrée du poème de Colette, L'Enfant et les Sortilèges. Il illustre par ailleurs des textes de Maupassant ou de Verlaine.
Dès l'âge de 25 ans, il signe des décors pour l'Opéra-Comique ou le théâtre La Bruyère. En composant les décors de Colette et de Ravel, il devient le plus jeune décorateur de l'Opéra de Paris.
Il exposa ses œuvres dans plusieurs galeries, dont la galerie Bernheim-Jeune à Paris, la galerie Wildenstein à Londres et à New York, le musée de l'Athénée à Genève, mais aussi à San Francisco et à Tokyo.

## Expositions particulières
- 1944 : Galerie Edmond Rigal, Fontainebleau[3]
- 1949 : Galerie Bernheim-Jeune, Paris ; préface de Louis Cheronnet
- 1952 : Galerie Bernheim-Jeune, Paris ; préface de Gérard Bauër
- 1955 : Galerie Art Vivant, Paris
- 1963 : Galerie Wildenstein, Londres
- 1964 : Galerie Hervé, Paris
- 1964 : Galerie Wildenstein, New York
- 1965 : Galerie Romanet-Vercel, Palm-Beach, Floride
- 1968 : Galerie Bernheim-Jeune, Paris ; préface de Pasteur Vallery-Radot, de l'Académie française
- 1969 : Galerie Fuji, Tokyo
- 1970 : Galerie Bernheim-Jeune, Paris
- 1971 : Musée de l'Athénée, Genève
- 1972 : Galerie Bernheim-Jeune, Paris
- 1975 : Galerie Bernheim-Jeune, Paris
- 1976 : Galerie Emmanuel David, Paris
- 1978 : Galerie de Paris, Paris
- 1981 : Galerie Jacques Davidson, Tours
- 1982 : Mairie de Châteaudun
- 1983 : Galerie Bernheim-Jeune, Paris
- 1985 : Galerie Nichido, Paris
- 1985 : Galerie John Pence, San Francisco
- 1991 : Mairie du Cannet
- 1994 : Galerie Bernheim-Jeune, Paris

## Décors et costumes pour le théâtre
- 1950 : L'Enfant et les Sortilèges, poème de Colette, musique de Ravel, Théâtre national de l'Opéra-Comique, Paris
- 1952 : Le Sire de Vergy, livret de Flers et Caillavet, musique de Claude Terrasse, Théâtre La Bruyère, Paris
- 1953, 1954, 1955 : Les Revues, Roger Pierre, Jean-Marc Thibault, Jean Richard, L'Amiral, Paris
- 1962 : Pélléas et Mélisande, livret de Maeterlinck, musique de Debussy, Théâtre national de l'Opéra, Paris
- 1957, 1959, 1967, 1972, 1997 : les Ballets de La Sylvaine[4], Théâtre municipal de Fontainebleau
- 1975 : Présentation des maquettes des décors et costumes et du livre L'Enfant et les Sortilèges, à l'occasion du centenaire de Ravel, Fort Auditorium, Détroit

## Publications

### Livres illustrés
- 1949 : Alain-Fournier, Le Grand Meaulnes, Émile-Paul Frères, Paris, Mourlot (imprimeur lithographe), Daragnès (imprimeur typographe)
- 1949 : Colette, L'Enfant et les Sortilèges, Éditions d'Aude, Paris, Mourlot et Desjobert (imprimeurs lithographes), Coulouma (imprimeur typographe)
- 1955 : Michel Terrasse, Bestiaire, Paris, Desjobert (imprimeur lithographe)
- 1963 : Colette, Rêverie de Nouvel An, Les Centraux Bibliophiles (sous la direction de Jacques Fougerolle), Paris, Ravel (imprimeur lithographe), Daragnès (imprimeur typographe)
- 1965 : Anna Marly, Messidor, Paris, Crès (imprimeurs), préface de Joseph Kessel
- 1967 : Paul Verlaine, Amour - Parallèlement, Nouvelle Librairie de France, Paris, Mourlot (imprimeur lithographe), Imprimerie nationale (typographie)
- 1971 : Guy de Maupassant, Théâtre, Éditions d'art Henri Piazza, Paris
- 1976 : Michel Terrasse, Dessins, Raymond Crès
- 1983 : Michel Terrasse, Aquarelles, Raymond Crès
- 1990 : Michel Terrasse, Follette, Raymond Crès
- 1995 : Michel Terrasse, Les Animaux de la ferme autour de Lingèvres, Imprimerie  nationale, Paris
- 1998 : Dr. Beatrix et Pascal Priollet, Marmelade, Eska, Paris, pour l'hopital Saint Joseph

### Sur Pierre Bonnard
- Bonnard et Le Cannet, éditions Herscher, Paris, 1987
- Bonnard, du dessin au tableau, Imprimerie nationale, Paris, 1996

## Hommages

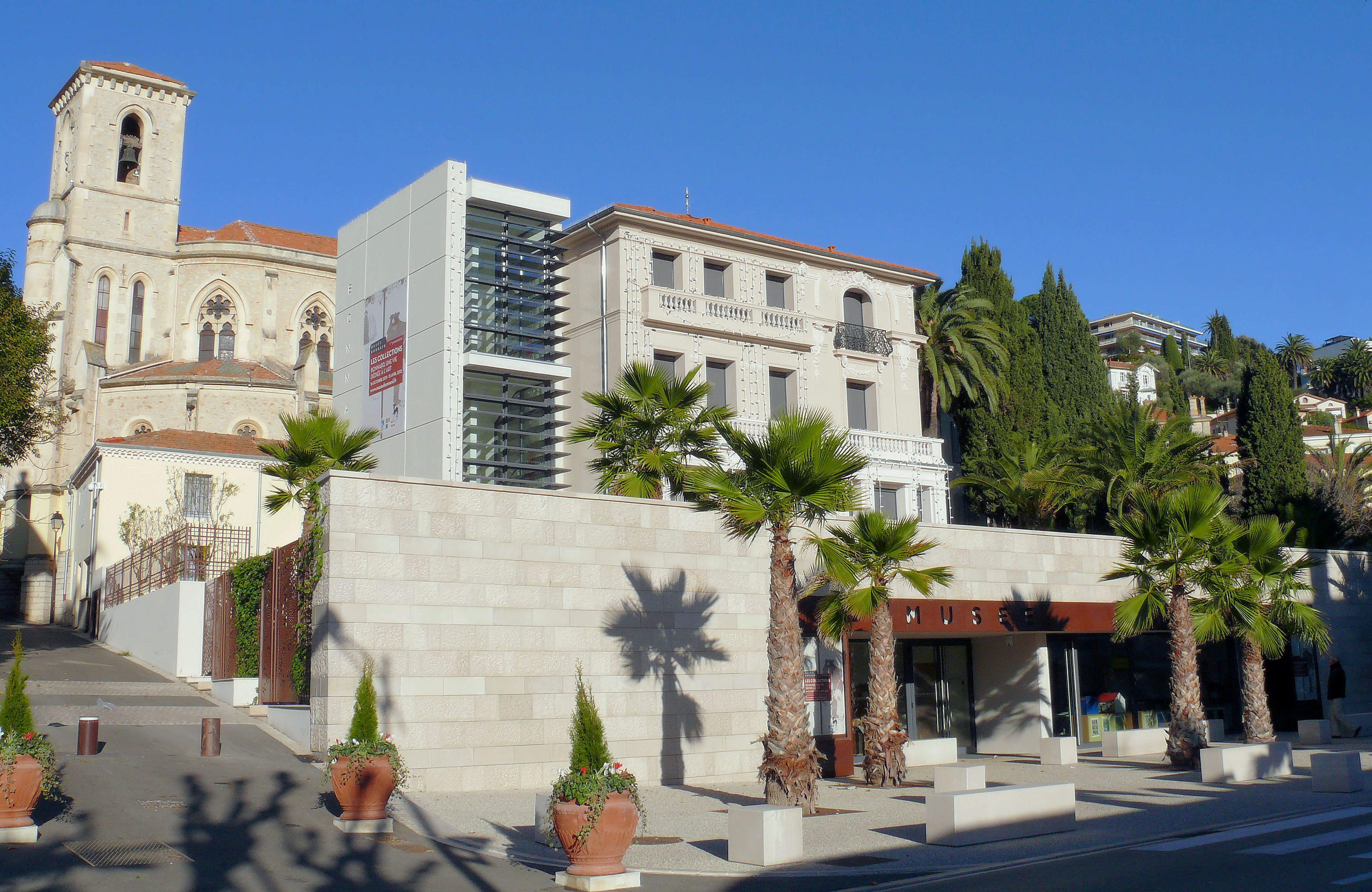
Le Cannet. Le musée Bonnard et l'église.

Un hommage lui est rendu le 3 février 2002, deux mois avant sa mort, à l'école de danse La Sylvaine à Fontainebleau, pour son importance « dans le paysage culturel français de la fin du XXe siècle » : 

« Michel Terrasse est le petit neveu de Pierre Bonnard. Ce n’est pas lui faire injure que de le présenter ainsi. Car cette lourde filiation l’embarrassait si peu qu’il se plaisait, au contraire, à la revendiquer. Michel Terrasse est un héritier, et il s’en fit gloire : tel est le caractère intempestif de son destin, pleinement assumé. »

Le 19 novembre 2005, le spectacle de ballet de l'école de danse lui est dédié.
Le 25 juin 2011, Frédéric Mitterrand, à l'occasion de l'inauguration du musée Bonnard, au Cannet, rappelle le rôle déterminant joué par Françoise Cachin, Philippe Meyer et Michel Terrasse dans la création de l'établissement ; un avis partagé par Véronique Serrano, conservatrice du musée,.

### Filmographie
- 1968 : Michel Terrasse a écrit pour la télévision française le film-documentaire intitulé Bonnard, qui explore l'œuvre du peintre.